# مايلز جنكينز
مايلز جنكينز (بالإنجليزية: Miles Jenkins)‏ هو لاعب إسكواش بريطاني، ولد في 27 ديسمبر 1994 في تشيتشستر في المملكة المتحدة.

## وصلات خارجية
- مايلز جنكينز على موقع الاتحاد الدولي لمحترفي الاسكواش (مؤرشف) (الإنجليزية)
- مايلز جنكينز على موقع SquashInfo.com (الإنجليزية)